# Tour d'Ayen
La tour d'Ayen est un édifice fortifié situé en France sur la commune d'Eymoutiers, dans le département de la Haute-Vienne en région Nouvelle-Aquitaine.
Elle fait l'objet d'une inscription au titre des monuments historiques depuis 1929.

## Localisation
La tour est située dans le département français de la Haute-Vienne, sur la commune d'Eymoutiers.

## Historique
La tour date du XVIe siècle.
L'édifice est inscrit au titre des monuments historiques le 15 janvier 1929.